# Antoni Zakrzewski (chorąży zawkrzeński)
Antoni Zakrzewski herbu Dołęga (ur. ok. 1700, zm. 1758) – chorąży zawkrzeński, poseł na sejmy.

## Życiorys
Urodził się ok. 1700 roku jako syn Stanisława, sędziego ziemskiego płockiego, i Doroty Chełstowskiej. Pochodził z rodu szlacheckiego osiadłego w województwach płockim i mazowieckim; należał do jego najwybitniejszych przedstawicieli w XVIII wieku.
Całe jego życie minęło w służbie dla kraju. Piastował liczne urzędy pnąc się po szczeblach godności w ziemiach płockiej i zawkrzeńskiej, gdzie znajdowały się jego majątki. Był po kolei: miecznikiem (1733), stolnikiem (1740), wreszcie chorążym ziemi zawkrzeńskiej (1744). Przez wiele lat piastował równocześnie urząd porucznika powiatu bielskiego. Od 1741 roku sprawował funkcję podstarosty płockiego, a od 1750 roku sędziego grodu płockiego.
W 1733 roku opowiedział się za kandydaturą Stanisława Leszczyńskiego na tron Rzeczypospolitej. Później był jednak stronnikiem Wettynów. W 1737 roku został obrany marszałkiem sejmiku w Raciążu, zwołanego przez Mikołaja Podoskiego, wojewodę płockiego. Zasiadał także w Trybunale Koronnym jako deputat województwa płockiego (1744).
Pod koniec życia, w 1750 i 1754 roku, wybrany został posłem województwa płockiego na sejmy Rzeczypospolitej. W 1750 roku posłował razem z Pawłem Michałem Mostowskim, generałem adiutantem króla, Stanisławem Dembowskim, podczaszym zawkrzeńskim i Franciszkiem Podoskim; w 1754 roku z Michałem Rudzińskim, starostą chęcińskim, Janem Chryzostomem Krajewskim, instygatorem koronnym i Józefem Jeżewskim, stolnikiem płockim.
Łączyły Antoniego Zakrzewskiego związki polityczne i rodzinne z Mostowskimi, a także z Matuszewiczami, Kępskimi, Jaroszewskimi i Jeżewskimi. Stanowili oni wpływową partię rodzinno-polityczną na Mazowszu Północnym.
Żonaty był z Katarzyną Jeżewską, z którą miał pięciu synów i dwie córki.